# Ticarcilină
Ticarcilina este un antibiotic din clasa penicilinelor, subclasa carboxipeniciline, fiind utilizat în tratamentul unor infecții bacteriene. Printre acestea se numără infecțiile produse de bacterii Gram-negative, inclusiv cele cu Pseudomonas aeruginosa. Este adesea asociată în terapie cu un inhibitor de beta-lactamază precum acidul clavulanic (co-ticarclav) sub denumirea de Timentin. Calea de administrare disponibilă este intravenoasă. 
Molecula a fost patentată în anul 1963.